# Velká Bukovina
Velká Bukovina (en allemand : Groß Bocken) est une commune du district de Děčín, dans la région d'Ústí nad Labem, en Tchéquie. Sa population s'élevait à 510 habitants en 2021.

## Géographie
Velká Bukovina se trouve à 14 km au sud-est de Děčín, à 26 km à l'est-nord-est d'Ústí nad Labem et à 73 km au nord de Prague.
La commune est limitée par Markvartice et Veselé au nord, par Česká Kamenice au nord-est, par Volfartice à l'est, par Žandov au sud-est, par Starý Šachov au sud, et par Františkov nad Ploučnicí, Dolní Habartice et Horní Habartice à l'ouest.

## Histoire
La première mention écrite du village date de 1385 : Velká Bukovina signifie « Grande Hêtraie ».

## Administration
La commune se compose de trois quartiers :
- Karlovka
- Malá Bukovina
- Velká Bukovina

## Transports
Par la route, Velká Bukovina se trouve  à 14 km de Česká Lípa, à 18 km de Děčín, à 37 km d'Ústí nad Labem et à 102 km de Prague.